# Автосалон София
Автосалон София е изложение за автомобили в София, България.
През 1993 г. е създадена браншовата организация Съюз на вносителите на автомобили в България (СВАБ). Нейната основна дейност е да защитава интересите на членовете си, като същевременно съдейства за спазване принципите на лоялна конкуренция между вносителите на моторни превозни средства в Република България. За да отговори адекватно на извършващите се в България процеси, през 2008 г. Съюзът на вносителите на автомобили в България променя своето наименование на Асоциация на автомобилните производители и техните оторизирани представители в България (ААП). Запазвайки целите и средствата непроменени, ААП се адаптира към новите изисквания на ЕС, трансформирайки се в сдружение на търговците на едро – директни представители на производителите на автомобили.
От 1993 г. СВАБ и впоследствие ААП е организатор на автомобилните изложения в България. В град София се провежда национално автомобилно изложение Архив на оригинала от 2013-04-11 в Wayback Machine., което от 1999 г. всяка нечетна година е включено в календара на изложенията на OICA (Международната асоциация на производителите на автомобили), тоест има статут също като автомобилните салони в Детройт, Париж, Франкфурт, Женева, Токио и др. През годините ААП организира и голям брой локални автомобилни изложения с търговска насоченост. Първите такива се провеждат в зала „Фестивална“ (като единствена подходяща зала в София), но с увеличаване броя на изложителите и посетителите нараства и желанието за нова, по-голяма сграда. От 2001 г., изложението започва да се провежда в новооткрития Интер Експо и Конгресен Център. Броят на премиерите постоянно се увеличава, а през 2003 г. специален гост е г-н Рудолф Юзер, президент на организационния комитет на автомобилните изложения на OICA. Дебютиращите модели надхвърлят 60, участниците – 100, а посетителите – 60 000 души.